# Famista
Famista (abréviation de Family Stadium) est une série de jeux vidéo de baseball. Elle s'était vendue à plus de 15 millions d'exemplaires en 2016.

## Titres
- 1986 : R.B.I. Baseball (borne d'arcade, NES)
- 1987 : Pro Yakyū Family Stadium '87 (NES)
- 1988 : Pro Yakyū Family Stadium '88 Nendoban (NES)
- 1989 : Famista '89: Kaimaku Han!! (NES)
- 1989 : Famista '90 (NES)
- 1989 : Pro Yakyū Family Stadium: Home Run Contest (MSX)
- 1989 : Pro Yakyū Family Stadium: Pennant Race (MSX)
- 1990 : Extra Bases (Game Boy)
- 1990 : Pro Yakyū Family Stadium '90 (FM Towns)
- 1990 : Famista '91 (NES)
- 1991 : Batter Up (Game Gear)
- 1991 : Famista '92 (NES)
- 1992 : Super Batter Up (Super Nintendo)
- 1992 : Famista 2 (Game Boy)
- 1992 : Famista '93 (NES)
- 1993 : Super Famista 2 (Super Nintendo)
- 1993 : Famista 3 (Game Boy)
- 1993 : Famista '94 (NES)
- 1994 : Super Famista 3 (Super Nintendo)
- 1995 : Super Famista 4 (Super Nintendo)
- 1995 : Gear Stadium Heiseiban (Game Gear)
- 1996 : Super Famista 5 (Super Nintendo)
- 1997 : Famista 64 (Nintendo 64)
- 2002 : Famista Advance (Game Boy Advance)
- 2003 : Family Stadium 2003 (GameCube)
- 2007 : Pro Yakyū Famista DS (Nintendo DS)
- 2008 : Pro Yakyū Family Stadium (Wii)
- 2009 : Pro Yakyū Famista DS 2009 (Nintendo DS)
- 2010 : Pro Yakyū Famista DS 2010 (Nintendo DS)
- 2010 : Pro Yakyū Famista Online 2010 (Windows)
- 2011 : Pro Yakyū Famista 2011 (Nintendo 3DS)
- 2015 : Pro Yakyū Famista Returns (Nintendo 3DS)
- 2017 : Pro Yakyū Famista Climax (Nintendo 3DS)
- 2018 : Pro Yakyū Famista Evolution (Nintendo Switch)